# Стоунборо (Пенсільванія)
Стоунборо (англ. Stoneboro) — місто (англ. borough) в США, в окрузі Мерсер штату Пенсільванія. Населення — 945 осіб (2020).

## Географія
Стоунборо розташоване за координатами 41°19′49″ пн. ш. 80°7′5″ зх. д. / 41.33028° пн. ш. 80.11806° зх. д. (41.330364, -80.118136).  За даними Бюро перепису населення США в 2010 році місто мало площу 7,61 км², з яких 7,34 км² — суходіл та 0,27 км² — водойми.

## Демографія
Згідно з переписом 2010 року, у селищі мешкала 1051 особа в 470 домогосподарствах у складі 293 родин. Густота населення становила 138 осіб/км².  Було 533 помешкання (70/км²).
Расовий склад населення:
| - 98,3 % — білих - 0,2 % — азіатів - 0,1 % — корінних американців |

До двох чи більше рас належало 1,1 %. Частка іспаномовних становила 0,8 % від усіх жителів.
За віковим діапазоном населення розподілялося таким чином: 23,2 % — особи молодші 18 років, 55,6 % — особи у віці 18—64 років, 21,2 % — особи у віці 65 років та старші. Медіана віку мешканця становила 42,8 року. На 100 осіб жіночої статі у селищі припадало 95,0 чоловіків;  на 100 жінок у віці від 18 років та старших — 90,3 чоловіків також старших 18 років.
Середній дохід на одне домашнє господарство  становив 49 622 долари США (медіана — 43 594), а середній дохід на одну сім'ю — 56 524 долари (медіана — 53 125). Медіана доходів становила 49 375 доларів для чоловіків та 34 167 доларів для жінок. За межею бідності перебувало 10,3 % осіб, у тому числі 19,3 % дітей у віці до 18 років та 6,7 % осіб у віці 65 років та старших.
Цивільне працевлаштоване населення становило 499 осіб. Основні галузі зайнятості: освіта, охорона здоров'я та соціальна допомога — 21,6 %, роздрібна торгівля — 14,4 %, виробництво — 11,0 %, транспорт — 10,0 %.